# Rappoldkogel
Der Rappoldkogel (veraltet auch Rappelkogel) ist ein 1928 m ü. A. hoher Berg in den Lavanttaler Alpen im österreichischen Bundesland Steiermark. Er bildet die höchste Erhebung der Stubalpe und ganzjährig ein beliebtes Tourenziel.

## Lage und Umgebung
Der Rappoldkogel erhebt sich zwischen den Pässen Salzstiegel und Gaberl in der Stubalpe, einem Abschnitt des Steirischen Randgebirges. Entlang von Süd- und Südostgrat des Berges verläuft die Grenze zwischen den Bezirken Murtal im Norden (Gemeinde Weißkirchen) und Voitsberg im Süden (Gemeinde Hirschegg-Pack), Richtung Nordwesten zieht ein Kamm zum Schwarzkogel (1817 m). Der Berg ist Teil des Landschaftsschutzgebiets Amering-Stubalpe. Die nächstgelegenen Stützpunkte sind das Salzstiegelhaus (1543 m) und das Alte Almhaus (1649 m), jeweils über öffentliche Straßen erreichbar.

## Geologie und Geomorphologie

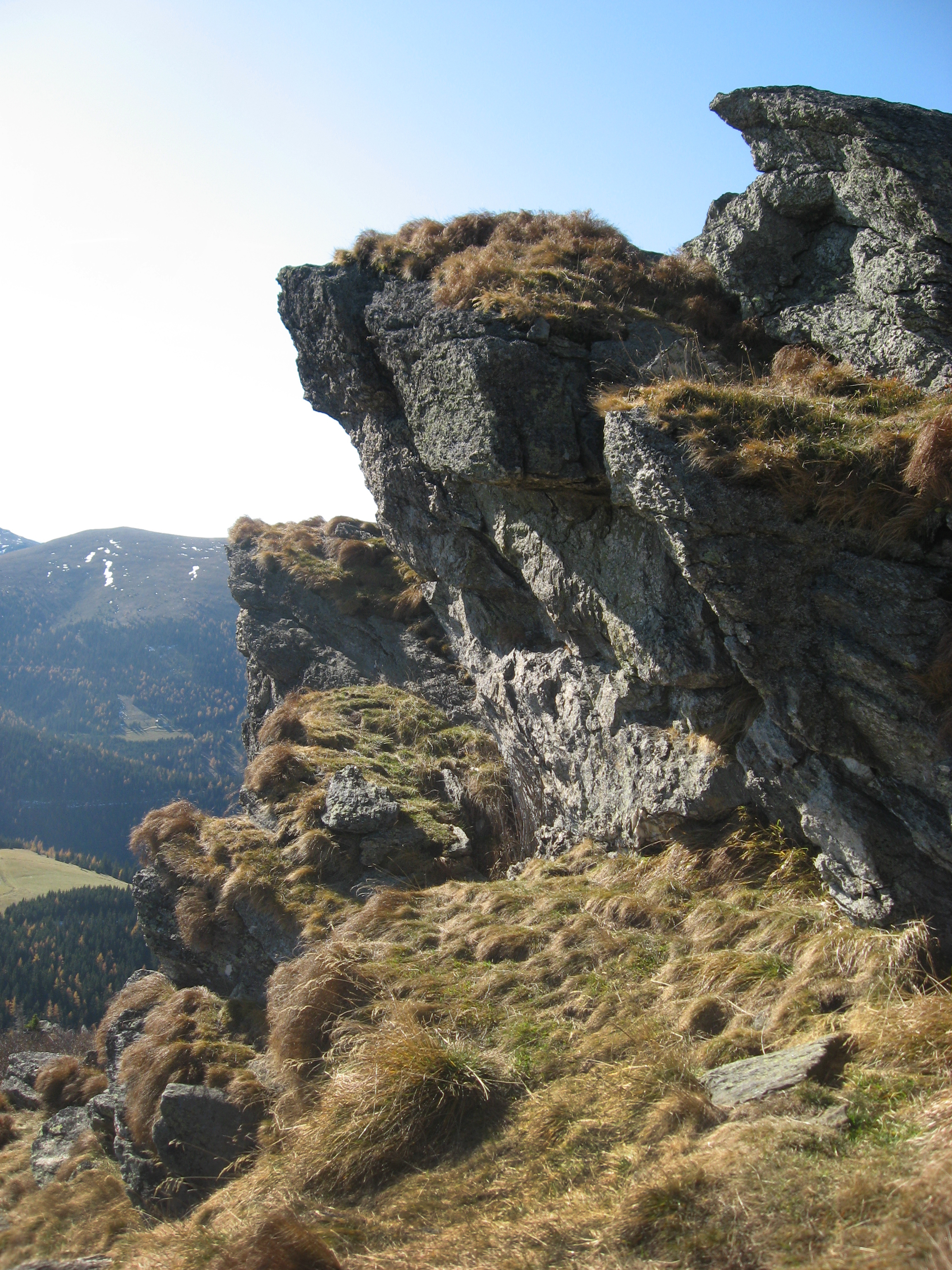
Ofen am Südgrat

Der am Rappoldkogel großflächig auftretende Glimmerschiefer ist namensgebend für einen Gesteinstypus, der bis zur Gleinalpe verbreitet ist. Dem häufig gefalteten und grobblättrigen Rappoldglimmerschiefer stehen vielerorts, etwa am Südgipfel, Glimmerquarzite gegenüber. Die Untersuchung von Handstücken ließ wenig mineralogische Unterschiede zwischen den beiden Gesteinen erkennen, die Rappoldglimmerschiefer scheinen jedoch in höherem Grade vergneist. Ebenso zu finden sind schiefrige Amphibolite sowie fein- und mittelkörnige Granatglimmerschiefer an der Basis der markanten Felsformation am Südgrat. Am flachen Hang gegen Salzstiegel tritt Marmor mit Pegmatitkontakt auf.
Ein auffälliges Oberflächenmerkmal des Rappoldkogels sind die ab etwa 1750 m vorkommenden Felsformationen, Öfen genannt, die im Kontrast zur ansonsten sanften Gebirgslandschaft stehen. Die am Osthang zu Tage tretenden Felsplatten sind gefaltet und enthalten vereinzelt Muskovit. Insgesamt zeigt der Berg nach Norden und Osten vergleichsweise flache Hänge, während Süd- und Westseite steil ins Tal abfallen. Aufgrund der geologischen Situation befinden sich dort zahlreiche Quellaustritte, darunter Rafflerbach (Zufluss zur Teigitsch) und Kothbach (Zufluss zur Mur).

## Geschichte

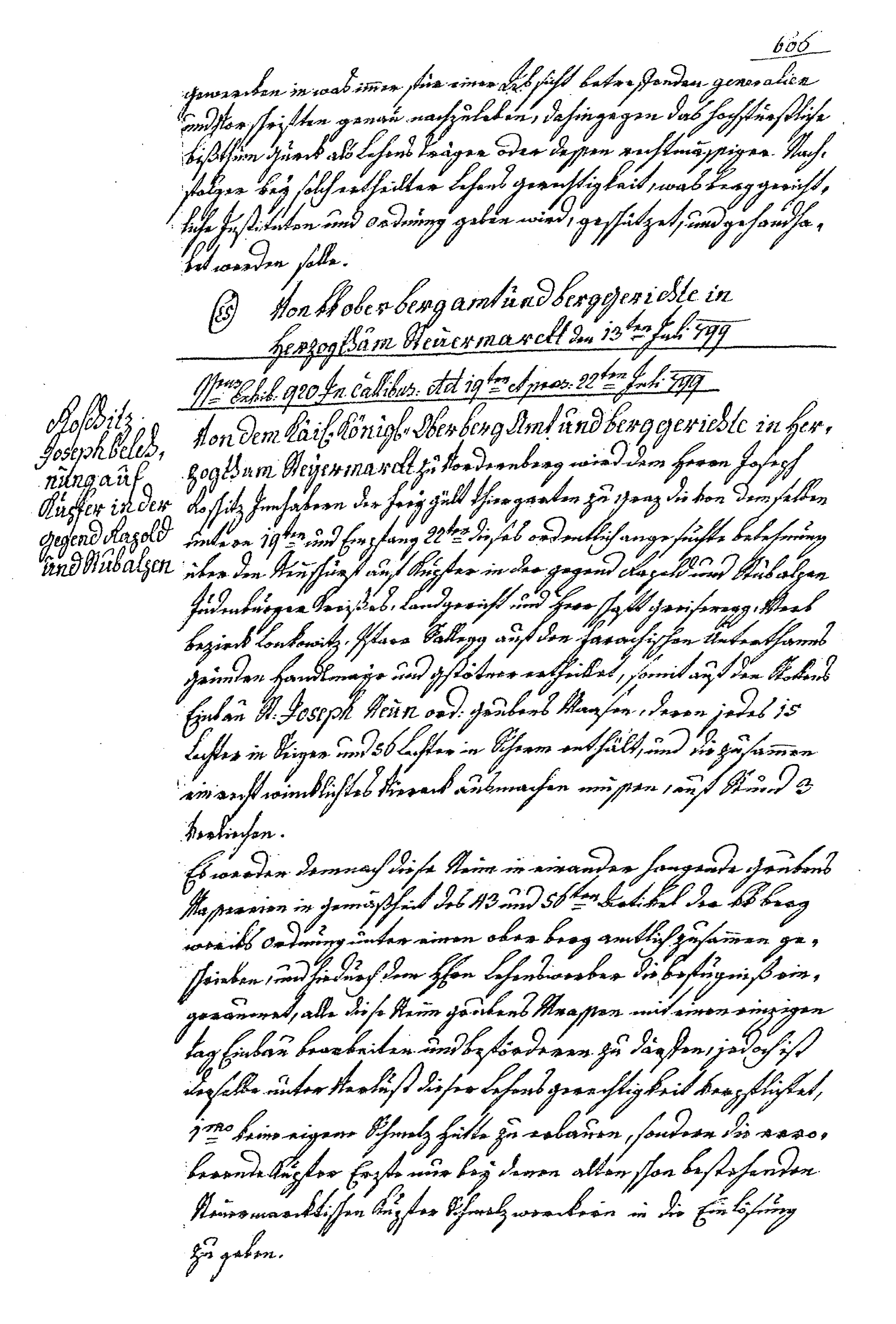
Schurfbucheintrag (1799)

An den westlichen Hängen des Rappoldkogels wurde ab 1174 vom Stift St. Lambrecht Kupfer abgebaut. Über weitere Bergbautätigkeit auf dem Berg existieren nur spärliche Aufzeichnungen. Lediglich eine aus dem Jahr 1799 stammende Eintragung im Schurf-, Muth- und Bestättigungsbuch des Archives der Bezirkshauptmannschaft Leoben gesteht einem gewissen Joseph Roschitz, Inhaber des „Freygült Thiergarten zu Graz“ das Recht zu, in der Gegend „Rapold und Stubalpen“ auf Kupfer zu schürfen.
Eine Jahrhunderte alte Sage vom „Goldbründl“ lässt jedoch auch auf ein ehemaliges Goldvorkommen schließen.

„Alle Jahre im Sommer kommt am Rappoldkogel oben eine schöne weiße Frau zu einem klaren Brünnlein. Sie breitet unter die rieselnde Quelle ein Tüchlein aus. Dann legt sie es zum Trocknen auf den Rasen. Da kann man im Tüchlein ein feines Glitzern sehen, als ob darinnen lauter Goldfäden glänzten.“

Der aus dem Kohlebergbau stammende Werkmeister Johann Eder († 1970) stellte diesbezüglich Nachforschungen in der Region an. Nachdem er an einem Opferstock an der Heiligenblutkirche Voitsberg einen Hinweis auf Berggold entdeckt hatte, untersuchte er 1949 –
in Kenntnis der Rappoldsage – Quellwässer im Hirschegger Graben, bis ihm der Nachweis von kalloidem Gold glückte. Damit stand der Rappoldkogel für Eder als „goldführender Berg“ fest. Außerdem erkannte der Bergmann, dass die Kirche von der üblichen West-Ost-Orientierung abweicht und genau auf den gut 20 km entfernten Berg ausgerichtet ist. Vertiefungen in Gipfelnähe werden als mögliche Röschen- oder Stollenreste aufgefasst.
Eine weitere Sage berichtet vom Pestwuzel auf dem Rappoldkogel. Aus einem tiefen Loch auf dem Berg soll dieser ab und zu emporgekommen sein und die Pest über das Land gebracht haben. Eines Morgens, an einem Hanstag – anderen Überlieferungen zufolge an Peter und Paul – rafften sich die Überlebenden einer Epidemie zusammen und wanderten zu Dutzenden auf den Gipfel. Die Menschen scharten sich in einem Kreis um das Loch, beteten und warfen Steine und Erde in die Grube. Als die Untiefe vollständig verschüttet war, pflanzte man einen Baum und der Pestwuzel ward für immer gefangen unter der Erde.

## Aufstieg

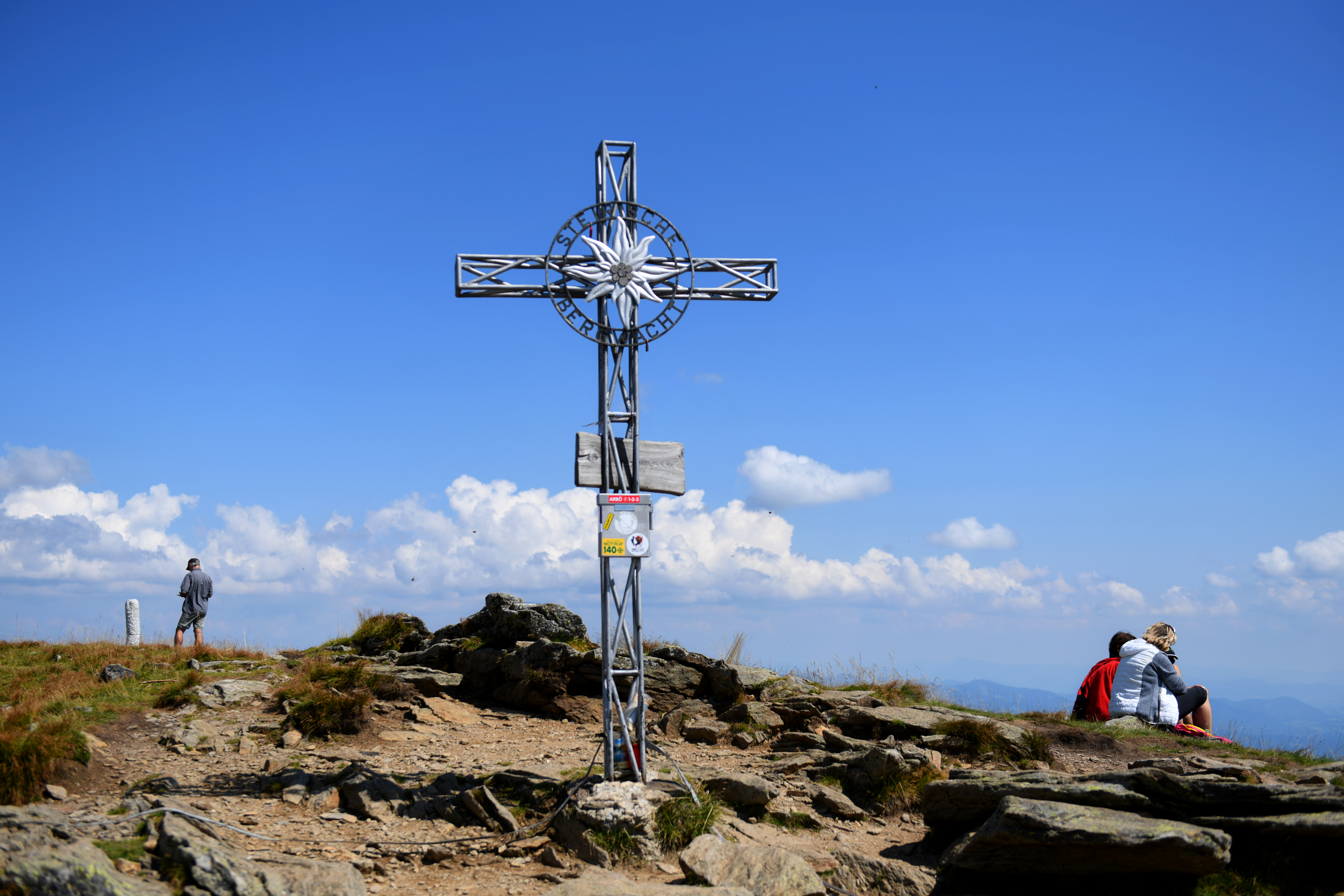
Gipfelkreuz

Der Gipfel ist von zwei Seiten aus über Wanderwege erreichbar. Der schnellste Anstieg erfolgt vom Salzstiegelhaus am Hirschegger Sattel (1543 m) in einer Stunde über den Südgrat. Eine markante Felspartie vor dem Gipfel erfordert Trittsicherheit, kann aber rechts im Wald umgangen werden.  Vom Alten Almhaus (1649 m) erreicht man den Rappoldkogel zunächst über die Forststraße und schließlich über den Südostgrat – steil durch den Wald und über Rasenkuppen – in 1½ Stunden. Beide Wege stellen in Verbindung eine Variante des Nord-Süd-Weitwanderweges (Markierung 505b) dar, dessen Hauptroute am Südhang des Berges über eine Forststraße verläuft. Aufgrund der geringen Gehzeiten wird der Berg sehr häufig bestiegen.